# Sziely
Sziely (kaz. Шиели, ros. Szyjeli, Шиели) – wieś w Kazachstanie, w obwodzie kyzyłordyńskim; 30 300 mieszkańców (2006). Przemysł spożywczy, włókienniczy.